# Archibald's Adventures
Archibald's Adventures es un videojuego de puzle de acción desarrollado por el estudio independiente Rake in Grass. Fue lanzado originalmente en 2009.

## Trasfondo
Antes de este juego, el desarrollador indie Rake in Grass era predominantemente conocido «por su título de PC de terror y acción Larva Mortus, una disfrutable mezcla de juegos como SmashTV y Diablo».

## Trama
Archie y un profesor loco llamado Klumpfus se encuentran atrapados en la mansión del profesor luego de que su experimento científico saliera mal, liberando formas de vida bizarras. Además de esto, la computadora central se ha vuelto paranoica y ha encerrado a los dos protagonistas.

## Jugabilidad
El jugador debe ayudar a Archie a superar los obstáculos dentro de la mansión de Klumpfus en más de 190 niveles.

## Recepción
TouchArcade escribió que «cualquiera que desee un plataformero que ofrezca un poco más que la experiencia típica de saltar y correr haría bien en echar un vistazo a lo que Rake in Grass ofrece para iPhone». 148Apps dijo que «Este es un juego que te encantará si tienes alguna experiencia en juegos de plataformas, pero también le gustará a los gamers nuevos más jóvenes. El personaje es adorable y los niveles, aunque simples en diseño, harán que te preguntes qué sigue. No podrás dejar este juego». Slidetoplay dijo que «Archibald's Adventures es un juego largo y adictivo que es mayor que la suma de sus partes». PSPMinis escribió que «si estás buscando un gran juego de puzle y con más de 180 niveles desafiantes en 12 capítulos diferentes, Archibald's Adventures es un juego que debería estar en la biblioteca de todo el mundo». Pocket Gamer dijo que «Archibald's Adventures es puzle y plataforma en su máxima expresión, ofreciendo una búsqueda del tamaño del Titanic que es tan simpática como extensa». PlayStationLifeStyle escribió que «en general, Archibald's Adventures simplemente tiene una brillante relación calidad/precio. La mezcla perfecta de plataformas con resolución de puzles crea un abordaje fresco en un género antiguo y su gran cantidad de niveles ciertamente le ayuda a destacar de los minis más básicos».
Destructoid dijo que «no hay nada demasiado complejo o elegante en Archibald's Adventures. Es un juego puramente disfrutable, y el primero que realmente hemos disfrutado en el dispositivo desde que reseñamos otro plataformero, Rolando». PSN Stores escribió que «con una sola forma de jugar, el juego depende de la fuerza de su diseño de niveles y puzles. Ambos son muy buenos, no me malinterpreten, pero la paso mal jugando este juego por más de 3 niveles consecutivos. Después de eso, mis párpados comienzan a caer o me dan ganas de esquivar algunos cocos o jugar otra cosa». TechnologyTell dijo que «si los plataformeros son tu género, entonces Archibald's Adventures es uno en el que te querrás subir». What'sOnIphone dijo que «este juego te hará pensar tanto que, cada vez que se prenda esa lámpara incandescente sobre tu cabeza y finalmente hayas encontrado una forma de matar al dragón... simplemente no puedes evitar darte una palmada en la espalda o chocar los cinco con la persona a tu lado». AppVee dijo que «Archibald's Adventures es uno de los juegos de plataformas más sólidos que hemos visto hasta ahora para iPhone y iPod Touch».